# Anna-Lisa Eriksson
Anna-Lisa Eriksson, född 21 juni 1928 i Selånger, död 26 maj 2012 i Härnösand, var en svensk längdskidåkare aktiv under 1950-talet. Hon vann en OS-medalj i stafett; brons i Cortina d' Ampezzo 1956. Hon tog också VM-brons i stafett 1954 för Sverige.